# Spoorlijn Boxtel - Wesel
De spoorlijn Boxtel - Wesel, ook wel het Duits lijntje genoemd (in Duitsland: Boxteler Bahn), is een voormalige spoorlijn van de Noord-Brabantsch-Duitsche Spoorweg-Maatschappij (NBDS). De lijn verbond het Duitse Wesel met het Nederlandse Boxtel via Goch, Gennep, Uden, Veghel en Schijndel. Na 1925 kwam het beheer van het Nederlandse gedeelte van de lijn in handen van de Staatsspoorwegen en het Duitse gedeelte van de lijn kwam (als DB 2515) onder beheer van de DRG.

## Geschiedenis

### Bloei
Het traject werd geopend in 1878, opdat het onderdeel kon worden van de snelste verbinding Londen – Berlijn – Sint-Petersburg. Vanaf 15 mei 1881 reden over deze lijn D-treinen (internationale sneltreinen) waarmee men zonder overstappen van Londen via Vlissingen naar Berlijn kon reizen. Vanwege dit comfort maakten veel diplomaten en vorsten, waaronder de Russische tsaren, gebruik van dit traject op hun Europese reizen. Het Duitse grensstation was station Goch, het Nederlandse was station Gennep.
De NBDS was in 1908 de eerste spoorwegmaatschappij in Nederland die stoomlocomotieven met asindeling 2'C gebruikte. Deze kregen vanwege hun blauwe kleur de bijnaam Blauwe Brabanders.

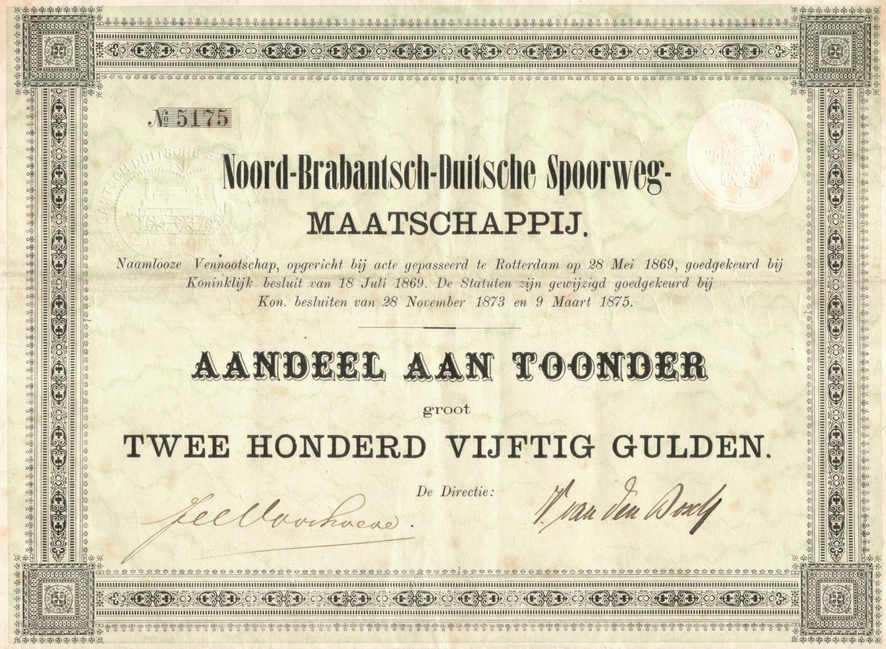
NBDS-aandeel

Tussen Büderich en Wesel gebruikte de NBDS een 1950 meter lange spoorbrug over de Rijn. Deze werd gebouwd tussen 1872 en 1874, als onderdeel van de aanleg van de lijn Wesel – Straelen – Venlo door de Köln-Mindener Eisenbahn. Een ander belangrijk object op het 100 kilometer lange baanvak was de 310 meter lange spoorbrug over de Maas bij Gennep.
Reizigersaantallen op de spoorlijn:
1877: 189.560 passagiers
1887: 312.882 passagiers
1897: 486.524 passagiers
1907: 803.916 passagiers
1913: 876.213 passagiers

### Zijlijn
De Eerste Wereldoorlog maakte in 1914 een einde aan dit prominente verkeer. In deze periode maakten vooral vluchtelingen naar Engeland en later naar de Verenigde Staten gebruik van de NBDS door het toenmalige neutrale Nederland.
In 1925 werd de NBDS aan beide zijden van de grens genationaliseerd. D-treinen keerden niet meer terug op dit baanvak. Aan beide zijden was de lijn gedegradeerd tot zijlijn.

### Tweede Wereldoorlog
Op de eerste Nederlandse oorlogsdag viel de spoorbrug bij Gennep door verraad in handen van de Duitsers. De Peel-Raamstelling werd vervolgens doorbroken. Aan het einde van de oorlog werd op 18 september 1944 de Gennepse spoorbrug door de Duitsers opgeblazen om zo de oprukkende geallieerden tegen te houden. De geallieerden waren genoodzaakt een baileybrug ter vervanging aan te leggen. Treinverkeer werd daarop omgeleid via Nijmegen – Mook, met een nieuwe halte station Milsbeek. Op de hei nabij De Looi bij het zogenaamde Hommersum-kruispunt vervolgden treinen hun weg richting Duitsland via de militaire spoorlijnen Wijchen - Hommersum.
Op 10 maart 1945 blies de terugtrekkende Duitse Wehrmacht de spoorbrug bij Wesel op. Daarmee kwam een eind aan het Duitse gedeelte van het Duits lijntje.

### Afbraak

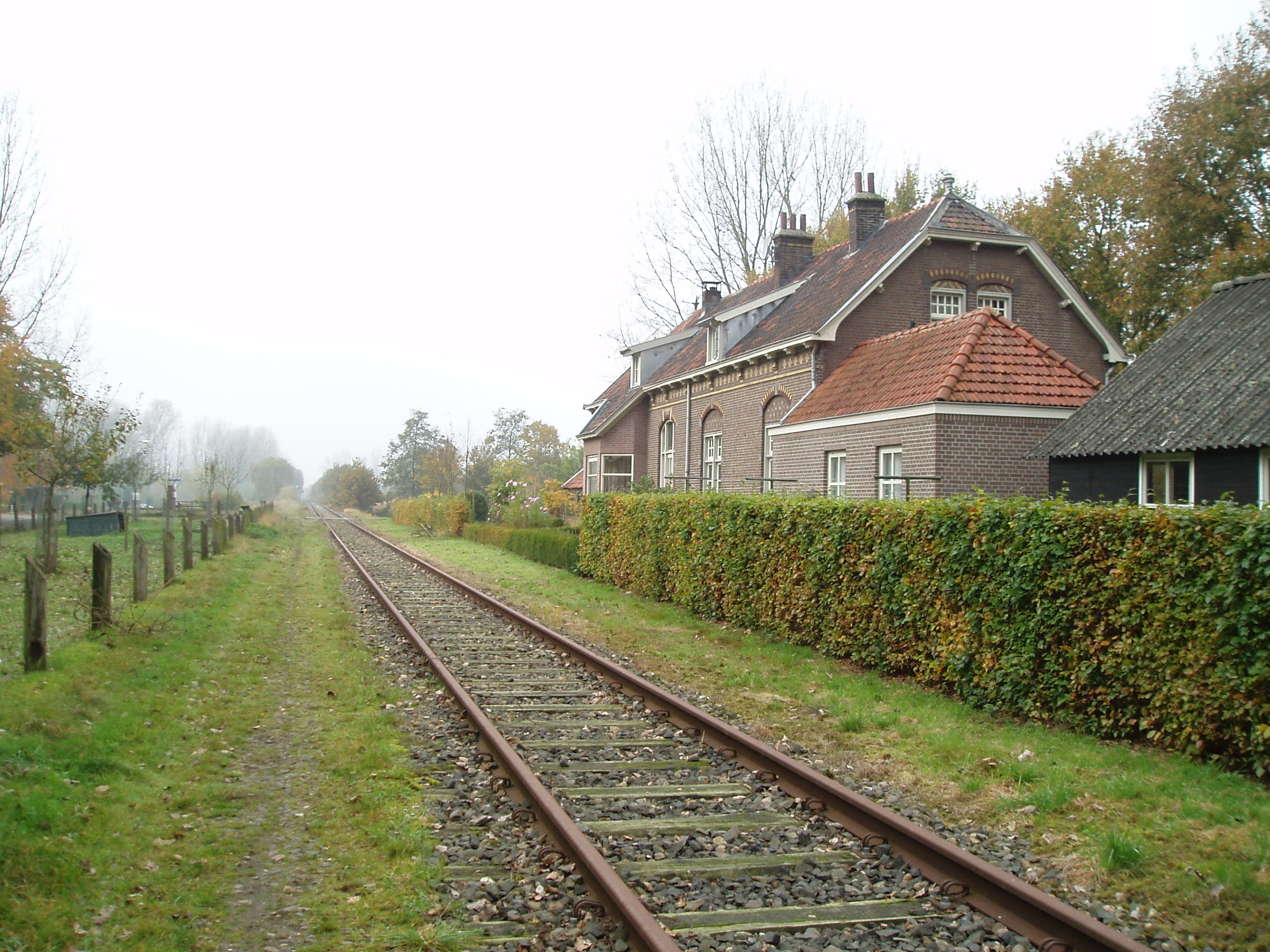
Station Liempde in 2009.

In de jaren 1960 en jaren 1970 werd in fasen het Duitse gedeelte gesloten en opgebroken. Daarvóór was het gedeelte tussen Xanten en Uedem in de Tweede Wereldoorlog al zo vaak door sabotage beschadigd dat dit niet meer werd hersteld. Op het tracé tussen Goch en Uedem werd een verkeersweg aangelegd.
In 1950 beëindigde de NS het laatste stukje personenverkeer op de lijn Boxtel – Uden. In 1972 werd het goederenvervoer op het stuk Mill – Gennep beëindigd. Intussen had men bij Gennep naast de spoorbrug een verkeersbrug aangelegd. De laatste trein is de zogenaamde leutexpres tijdens het carnaval van 1971, waarna de spoorbrug ontmanteld werd. Op 1 mei 1982 werd nabij het voormalige station van Gennep een spoorwegmonument onthuld, Loc 94, een gerestaureerde Pruisische stoomlocomotief uit 1924.
In 1978 verdween ook het goederenvervoer tussen Uden en Mill en in 1983 tussen Veghel en Uden, waarna de sporen werden opgebroken.

### Overgebleven gedeelte

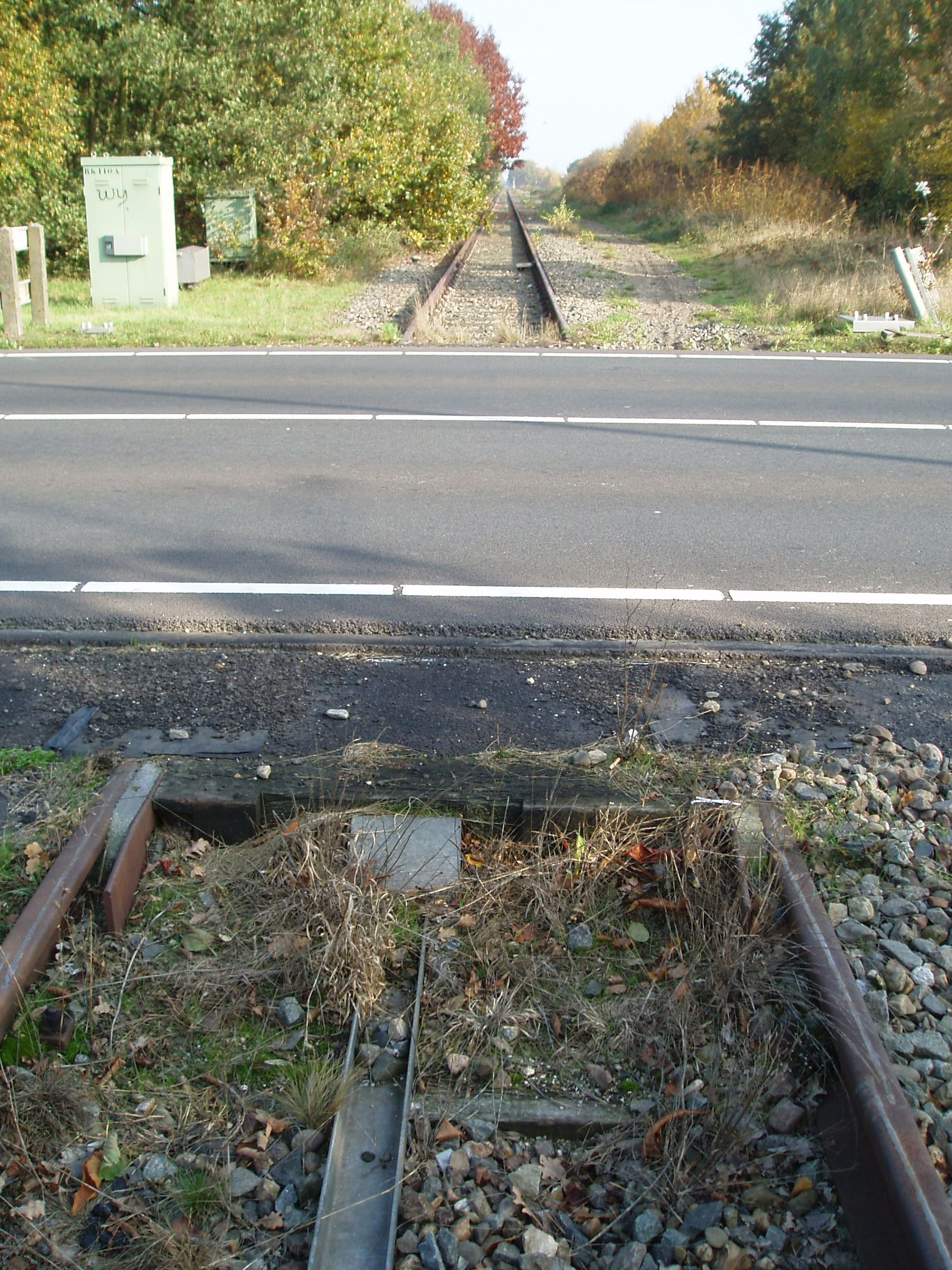
Onberijdbare overweg bij Schijndel.

In 2004 beëindigde Railion het goederenvervoer op het laatst overgebleven stuk van Boxtel tot Veghel. Uit protest tegen de plannen van ProRail om de aansluiting bij Boxtel te verbreken werden er op tweede paasdag in 2005 ritten georganiseerd met een stoomtrein van de Veluwsche Stoomtrein Maatschappij en een LINT van Syntus.
Begin mei in dat jaar werd het puntstuk van het aansluitwissel alsnog verwijderd en bij een wissel-sanering op het emplacement van Boxtel in oktober 2019 is het wissel definitief verwijderd.
Per 7 juli 2008 is de spoorlijn administratief opgeheven.  In een later stadium werden in Schijndel en Veghel nog overwegen afgebroken. Bij een aantal overwegen is bij de aanleg van nieuw asfalt het wegdek rechtstreeks tegen de spoorstaven aangelegd, waardoor geen ruimte meer is voor de wielflenzen van de treinwielen en het spoor dus onberijdbaar is. Bij één overweg is het asfalt zelfs boven op het gehele spoor gelegd.

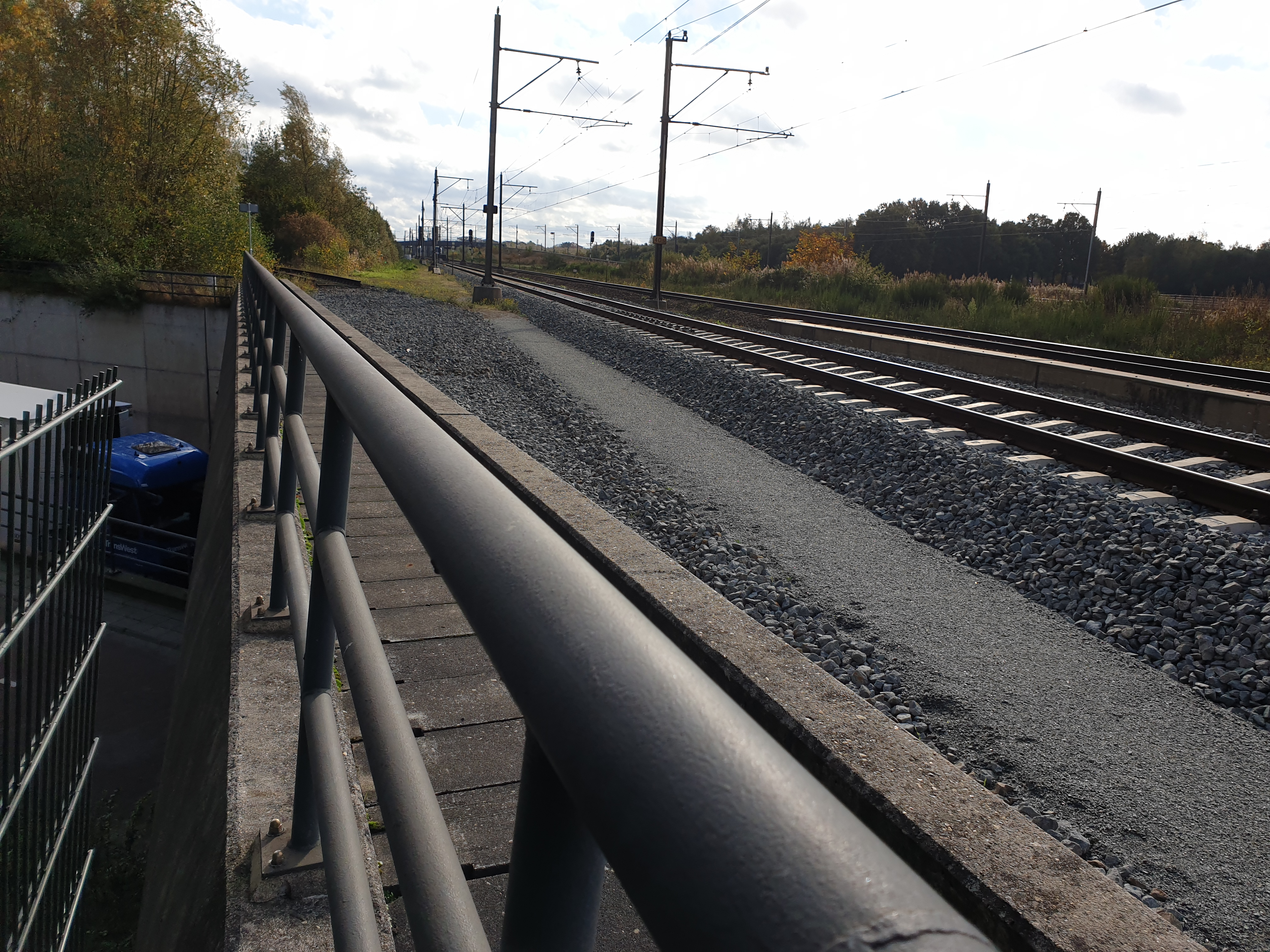
De locatie van het voormalige aansluitwissel in Boxtel. Links in beeld het oude spoor van het Duitse Lijntje.

Tot 1995 was er ten noorden van de afslag Boxtel in de Rijksweg 2 een gelijkvloerse kruising met de spoorlijn. De spoorlijn ligt er momenteel nog, maar de huidige autosnelweg gaat nu met een viaduct over de spoorlijn heen.

### Spoorbrug over de Zuid-Willemsvaart

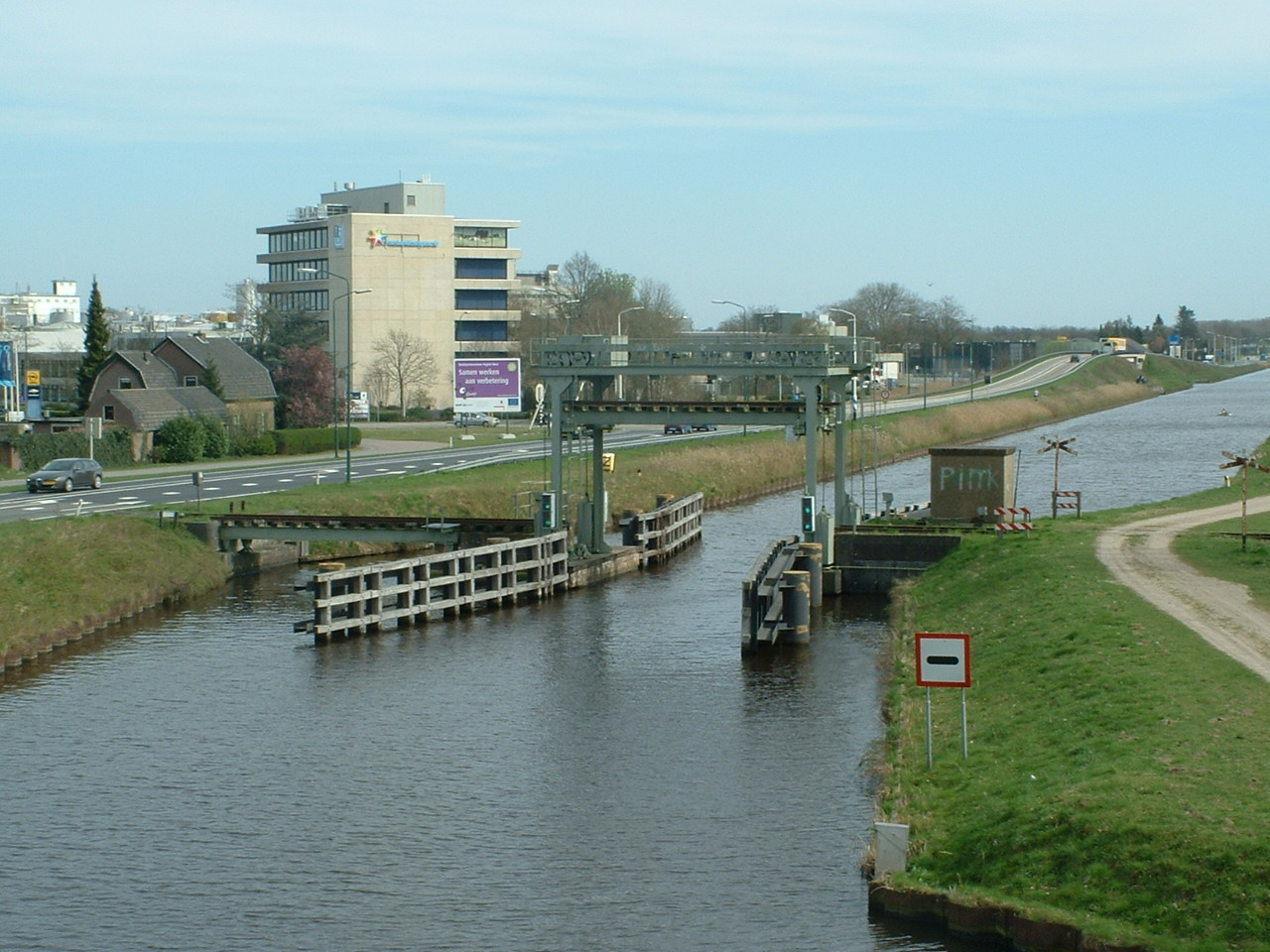
Spoorbrug over de Zuid-Willemsvaart.

De eerste spoorbrug over de Zuid-Willemsvaart uit 1873 was een draaibrug, deze werd handmatig 90 graden gedraaid. In 1940 is deze brug opgeblazen. De tweede spoorbrug was een hefbrug waarbij aan twee kanten tegelijk een persoon nodig was om de brug te draaien. Deze werd in 1961 vervangen door een elektrische versie. In verband met de verbreding van de Zuid-Willemsvaart werd de spoorbrug in Veghel een obstakel voor de scheepvaart. Er waren plannen de uit 1961 daterende brug te verwijderen en in opslag te nemen, waarna de brug mogelijk een tweede leven zou krijgen als verbinding tussen de Noorder- en Zuiderkade in Veghel.
De spoorbrug over de Zuid-Willemsvaart werd uiteindelijk in januari 2014 ontmanteld en overgedragen aan de gemeente Veghel.
Deze spoorbrug is in 2020/2021 weer opgebouwd door de "Vrienden van Veghels spoor" en vormt bij het voormalige station van Veghel een actief museum betreffende 'Het Duitse Lijntje'. Men rangeert daar met een Sik (NS 252) en gerestaureerd goederenmaterieel.

### Militair verleden rondom Volkel en Mill
Ongeveer 500 meter ten westen van wachtpost 29 is in 1948 een stopplek geopend voor militairen, die daarvoor in de verder van Volkel gelegen stopplaats Zeeland uitstapten. De naam van deze stopplaats was Volkel I  (km 28,437). Er zijn nog resten van het perron aanwezig en er staat een informatiebord. Ook de bestrating is in het veld nog aanwezig. De halte bestond uit een kopspoor, perronnetje en een wagenbak bij wijze van officiersverblijf. Ergens voor 1955 werd er een aftakking van het hoofdspoor aangelegd en een extra perron. De halte is zeker tot in de jaren 1960 in gebruik geweest. In 1972 werd het geheel opgebroken. Heden ten dage zijn de twee perrons nog goed herkenbaar in het landschap en zijn er een informatiebord (mariniersperron), een bankje en een stukje rails geplaatst.
Een stuk oostelijker en 500 meter voorbij de voormalige stopplaats Zeeland is tijdens de Tweede Wereldoorlog door de Duitsers een militaire zijlaan aangelegd voor de aanvoer van munitie en brandstof naar de basis. De naam hiervan was Volkel II (km 30,590). Munitietreinen die gelost werden waren kwetsbaar voor luchtaanvallen. Vandaar dat er camouflagemuren gebouwd werden. Aan beide zijden van het spoor stonden hoge stenen muren, waar een doek overheen gespannen werd, zodat er munitietreinen onder konden staan en het geheel precies op een boerderij leek. Eén camouflage-opstelling is nagebouwd, er staat een informatiebord (camouflageperron). In 1954 stopte het goederenvervoer tussen Volkel II en Mill, tot 1969 werd Volkel II nog bediend vanuit Uden. Pas in 1978 werd het spoor opgebroken, omdat men in de Koude Oorlog de luchtmachtbasis per trein bereikbaar wilde houden.
Tussen Volkel II en Mill is de oude spoorbrug in het Peelkanaal nog zichtbaar, inclusief een stuk rails. Het Peelkanaal werd pas in 1939 gegraven als onderdeel van de Peel-Raam Stelling. Ook is hier ook een aspergestelling nagebouwd. De daadwerkelijke aspergeversperring, waar in 1940 een Duitse trein ontspoorde, lag enkele tientallen meters aan de andere zijde van de brug.

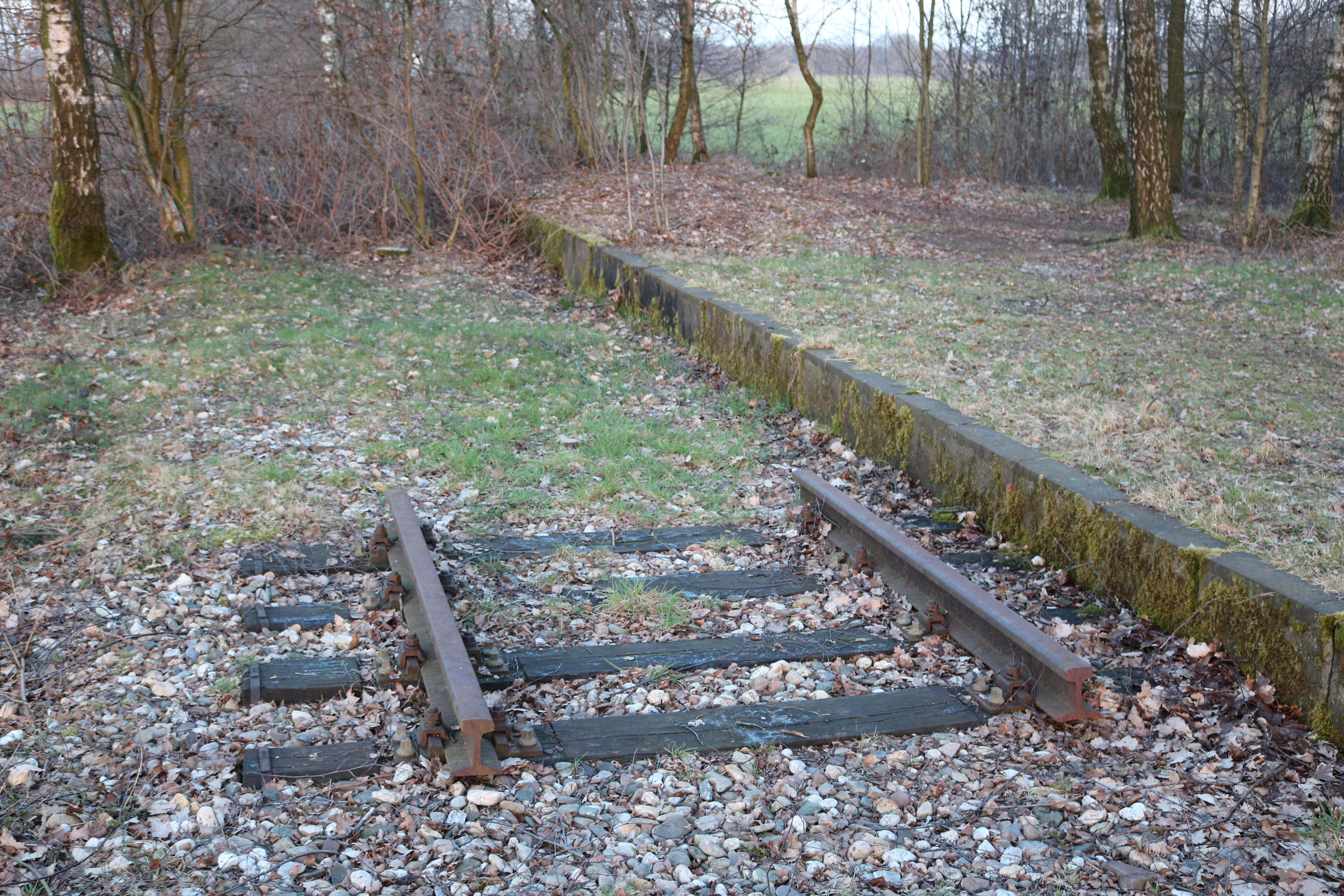
Volkel I, mariniersperron
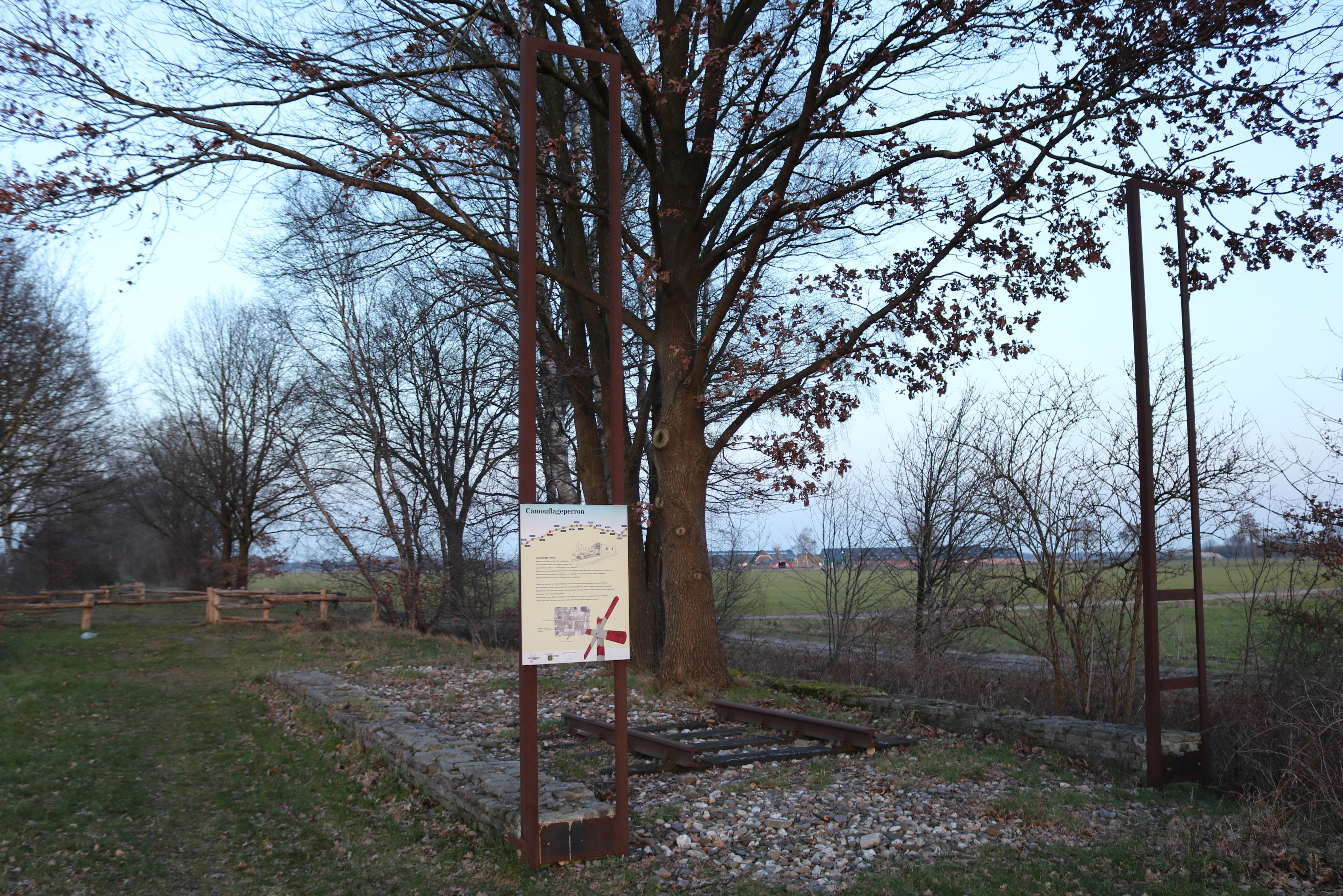
Volkel II, camouflageperron
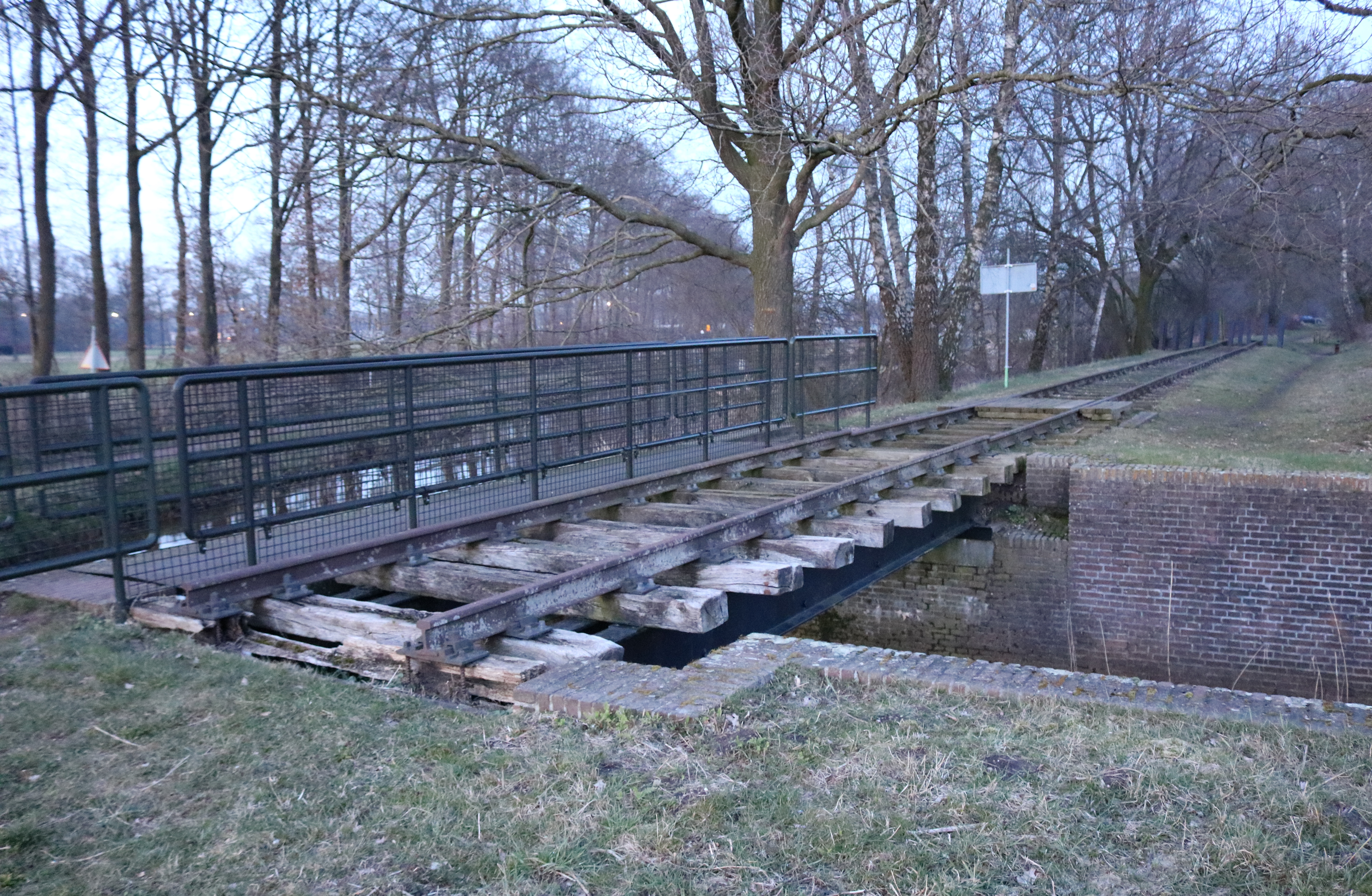
Brug over het Peelkanaal ten westen van Mill
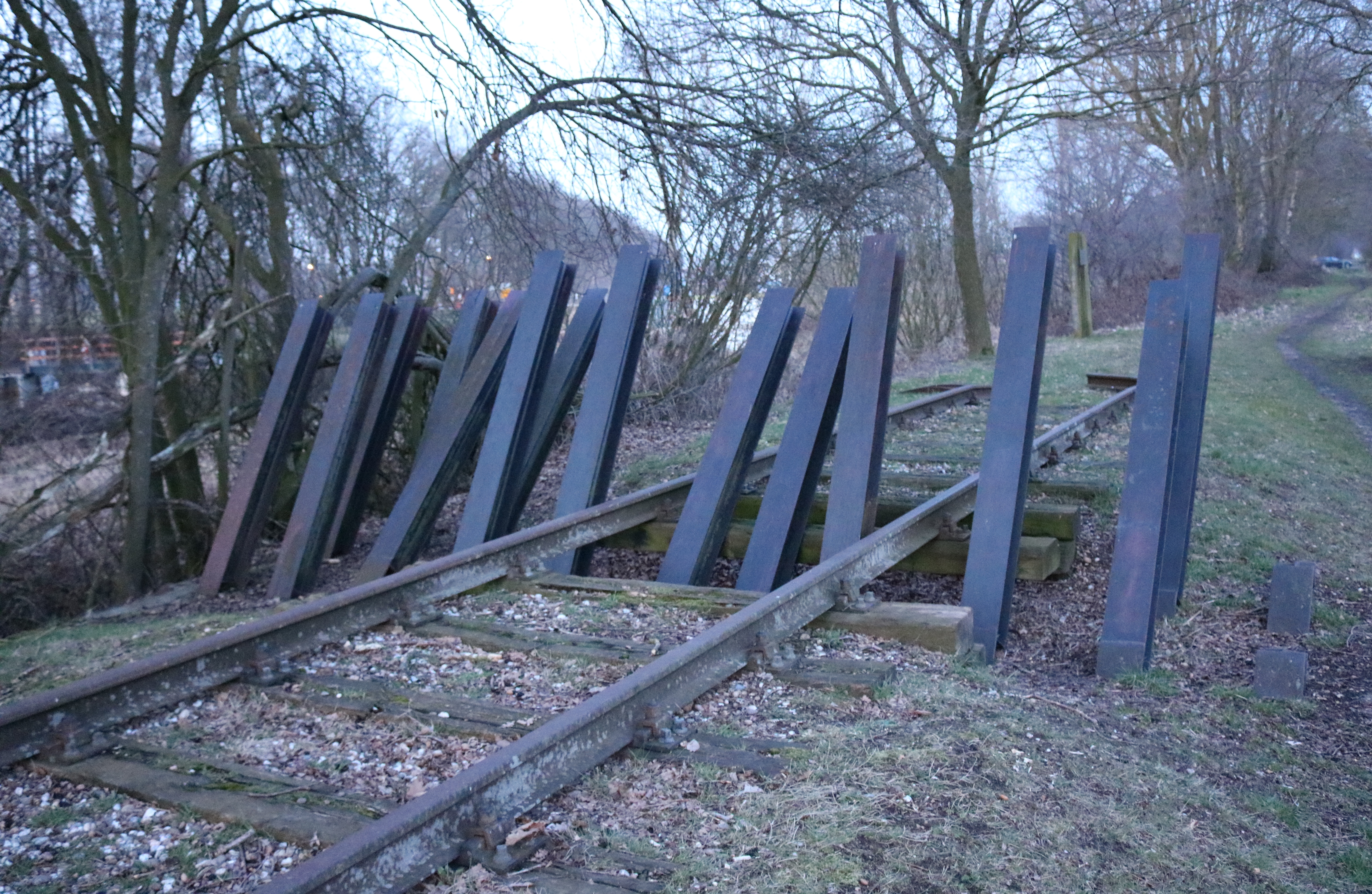
Aspergeversperring ten westen van Mill

## Onderzoek naar heropening 2005-2006
Op verzoek van vooral de gemeente Veghel werd er vanaf 2000 onderzoek gedaan naar de mogelijkheden voor heropening van het Duits Lijntje voor personenvervoer. Een eerste onderzoek van de toenmalige busvervoerder BBA in 2003 was negatief over de kansen voor spoorvervoer over het lijntje, omdat reactivering 250 miljoen euro zou kosten zonder dat de verbinding tijdwinst oplevert. De BBA concludeerde dat beter het busvervoer uitgebreid kon worden. Naar aanleiding van dit onderzoek besloten diverse overheden niet langer mee te werken aan de plannen.
De gemeente Veghel was echter niet overtuigd van de juistheid van de resultaten en besloot in 2005 zelf, met steun van de provincie Noord-Brabant, een uitgebreid onderzoek te laten doen door de onafhankelijke onderzoeksbureaus Goudappel Coffeng en Movares. Uitgangspunt van de studie is een samenhangende vervoersstructuur voor trein en bus in een zogenoemd 'visgraatmodel', waarin de trein de 'ruggengraat' vormt en de bussen als 'graten' de aan- en afvoer van en naar de stations verzorgen.
In de vervoerwaardestudie van Goudappel Coffeng werden de volgende varianten vergeleken:
| Variant                                    | Frequentie per uur | Reistijd in minuten *** | Reizigers per dag | Exploitatie- kosten in miljoen euro | Opbrengsten in miljoen euro | Kostendekking |
| ------------------------------------------ | ------------------ | ----------------------- | ----------------- | ----------------------------------- | --------------------------- | ------------- |
| Huidige busdienst                          | 2                  | 60-75                   | 14.800            | 7,0                                 | 3,2                         | 45%           |
| Snelbus halfuurdienst                      | 2                  | 50                      | 20.900            | 10,2                                | 5,8                         | 57%           |
| Snelbus kwartierdienst                     | 4                  | 50                      | 24.100            | 12,3                                | 7,4                         | 60%           |
| Lighttrain Station 's-Hertogenbosch-Uden * | 2                  | 45                      | 21.100            | 10,5                                | 6,6                         | 62%           |
| Lighttrain Boxtel-Uden *                   | 2                  | 55                      | 20.500            | 10,4                                | 5,3                         | 51%           |
| Sneltram Boxtel-Uden **                    | 2                  | 70                      | 19.900            | 10,2                                | 4,5                         | 44%           |

Bron: Goudappel Coffeng, Vervoerwaardestudie reactivering spoorverbinding Boxtel-Uden, juni 2006
* Met stations in Boxtel, Schijndel, Veghel en Uden (stadsrand)
** Met haltes in Boxtel, Liempde, Schijndel, Eerde, Veghel-Dubbelen, Veghel, Veghel-Oost, Mariaheide en Uden
*** Reistijd vanaf een willekeurig adres in Uden naar het station van 's-Hertogenbosch, waar de meeste forensen in het gebied naartoe reizen. Voor lighttrain naar 's-Hertogenbosch geldt bijvoorbeeld: ongeveer 10 minuten reistijd naar station Uden (fiets/bus/auto), 35 minuten reistijd met de trein, totaal 45 minuten reistijd

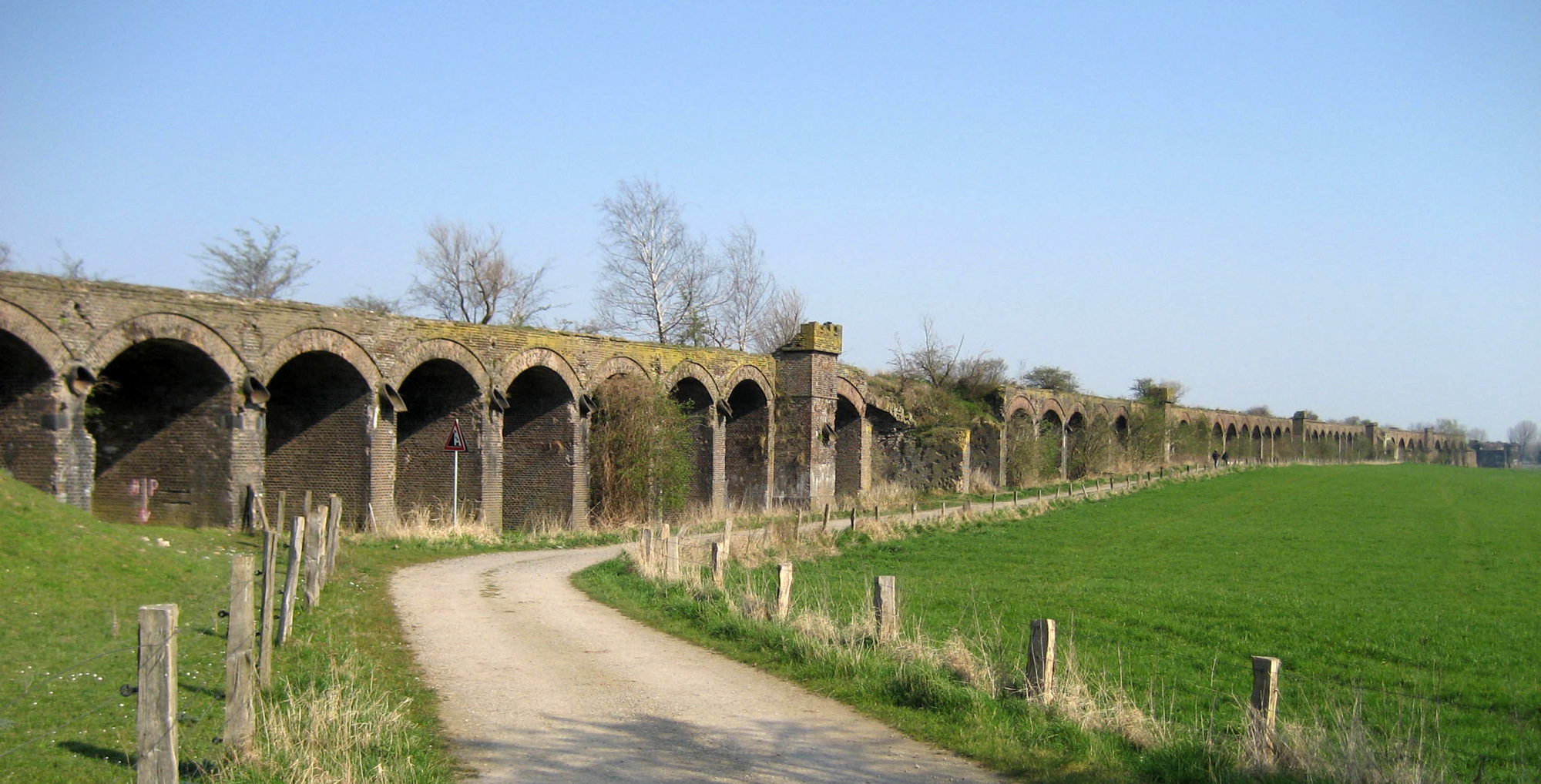
Spoorbrug nabij Wesel

Uit de studie blijkt dat de snelbus in kwartierdienst de hoogste frequentie en de meeste reizigers en opbrengsten oplevert, maar ook het duurste is. De lighttrain naar 's-Hertogenbosch biedt de kortste reistijd en heeft de hoogste kostendekkingsgraad. Hierbij moet worden aangetekend dat in de spits, afhankelijk van het gekozen materieel (de studie is uitgegaan van LINT, maar er zijn ook langere materieeltypes), waarschijnlijk langere treinen of aanvullend bussen moeten worden ingezet met hogere kosten en een lagere kostendekkingsgraad (58-60%) als gevolg.
Uit het onderzoek van Movares blijkt, dat de door de Veolia geraamde infrastructuurkosten te hoog ingeschat waren. Een groot deel van de spoorlijn is nog als bruikbaar te beschouwen en herbouw is slechts voor een klein deel noodzakelijk. Het is noodzakelijk om de monumentale hefbrug over de Zuid-Willemsvaart ter hoogte van Veghel te verplaatsen en te vervangen door een nieuwe overspanning over het kanaal en de naastgelegen N279. Daarnaast zijn een viaduct over de Udenseweg en een remise in Veghel benodigd. Voor een lighttrain worden de totale infrastructuurkosten becijferd op € 31,2 miljoen. Voor een sneltram zouden die kosten 35,5 miljoen euro bedragen. De meerkosten van die laatste zijn toe te schrijven aan een extra spoor in Boxtel.
Op basis van dit onderzoek spraken behalve de gemeente Veghel ook de gemeente Uden en de provincie Noord-Brabant alsnog hun voorkeur uit voor een lighttrain tussen 's-Hertogenbosch en Uden. De overheden zijn van mening dat een spoorverbinding, ten opzichte van een deugdelijke busverbinding, een grotere aantrekkingskracht op ondernemers en inwoners uitoefent. Hoewel niet onderzocht lijkt Goudappel Coffeng die mening te ondersteunen. Een ander voordeel van de spoorlijn bestaat eruit dat busdiensten steeds meer hinder gaan ondervinden van de structurele filevorming op de weg.
Na de studie is gekeken of de treindienst voor marktpartijen voldoende interessant is om te exploiteren. Is dat het geval, dan zal de treindienst openbaar worden aanbesteed, eventueel in combinatie met de verkoop van bouwgrond voor bedrijven in de buurt van de stations. Voor de zomer van 2007 zou hierover een besluit zijn genomen. De busdienst is eerder aanbesteed en wordt tot 31 december 2014 verzorgd door Arriva.

### Railterminal in Veghel
Op 21 december 2009 heeft het gemeentebestuur van Veghel een brief geschreven naar beheerder ProRail om de spoorlijn Boxtel-Veghel weer open te stellen. Het Duits Lijntje zou goed van pas komen voor een railterminal in Veghel.
Veghel wil een proef met vijf treinen. Op de langere termijn zou er sprake moeten zijn van een definitieve openstelling. In dat geval moeten de overwegen wat de gemeente betreft in oude staat worden hersteld.
Op 13 maart 2015 werd bekendgemaakt dat na een haalbaarheidsonderzoek de provincie Noord-Brabant voorlopig afziet van reactivering van de spoorlijn voor goederenvervoer.

### Fietspad
In 2016 is een Ruimtelijke Ontwikkelingsvisie voor het Duits Lijntje gepresenteerd en aangenomen door de gemeenten. Dit betekent dat er in ieder geval een fietspad over het hele traject komt te liggen met ruimte voor horecavoorzieningen en ander soort ondernemingen. Wanneer het fietspad wordt geopend is op dit moment nog onbekend.
Op 17 januari 2019 is het tracé tussen aansluiting Boxtel en de Zuid-Willemsvaart voor 2 maal € 1 verkocht aan de gemeenten Boxtel en Meierijstad.
Gezien de plannen voor een fietspad en verdubbeling van de Keulse Baan, is de kans erg groot dat nagenoeg alles van de 17 resterende kilometers spoorbaan zullen worden opgebroken.
Bij een wisselsanering op het emplacement van Boxtel in oktober 2019 is het wissel naar het Duits Lijntje definitief verwijderd.
Ter vervanging van de spoorbrug over de Zuid-Willemsvaart zou de bestaande fietsbrug Robert A. Ballardbrug enkele tientallen meters verplaatst worden.